# Slaget vid Mortimer’s Cross
Slaget vid Mortimer’s Cross utkämpades den 2 februari 1461 nära Wigmore, Herefordshire (mellan Hereford och Leominster, vid floden Lugg). Det var en del i rosornas krig.
I och med hertigen av Yorks död vid Wakefield i december 1460, leddes yorkisterna av hans artonårige son Edvard, earl av March (senare Edvard IV av England). Han lyckades hindra de lancastriska trupperna från Wales ledda av Owen Tudor och hans son Jasper Tudor från att ansluta sig till lancastrarnas huvudarmé.  
Yorkisterna segrade, Jasper Tudor flydde, medan Owen Tudor tillfångatogs och avrättades. Segern banade väg för Edvards kröning följande år. 
Slaget är även ihågkommet för de vädersolar som visade sig på himlen före slaget. Användandet av solen som en yorkistisk symbol härstammar troligtvis från denna händelse. 